# Кампо Верано
Ка́мпо Вера́но (итал. Campo Verano) — монументальное кладбище в Риме, расположено вокруг древней католической церкви Сан-Лоренцо-фуори-ле-Мура.

## История
Основано в 1808—1814 годах во время французской оккупации Рима. Название восходит к находившейся здесь древнеримской площади campo dei Verani.
В районе кладбища находились древнехристианские катакомбы. Создано по проекту архитектора Джузеппе Валадье, получившего заказ на проектирование после того, как городские власти потребовали, чтобы захоронения проводились за пределами городских стен. Папские власти всё ещё имеют некоторый контроль над администрацией. Папа Франциск отслужил здесь мессу в День всех святых во время визита на кладбище 1 ноября 2014 года.
В настоящее время кладбище разделено на участки по конфессиональному принципу: еврейское, католическое и т. д. Здесь же находится памятник жертвам Второй мировой войны.

## Художники и дизайнеры, которые работали на кладбище
- Мирко Базальделла (1910—1969), скульптор
- Джанмария Бенцони (1809—1873), скульптор
- Роберто Бомпьяни (1821—1908), скульптор
- Жир Фрэнсис (1876—1952), архитектор
- Панати Карло (1850—1935), скульптор
- Филиппо Северати (1819—1892) — итальянский художник, известен по эмалевой росписи по лавовому камню
- Чезаре Туччимей (1849—1918) — итальянский инженер в области гидравлики
- Раффаэле Де Вико (1881—1969) — итальянский архитектор

## Галерея

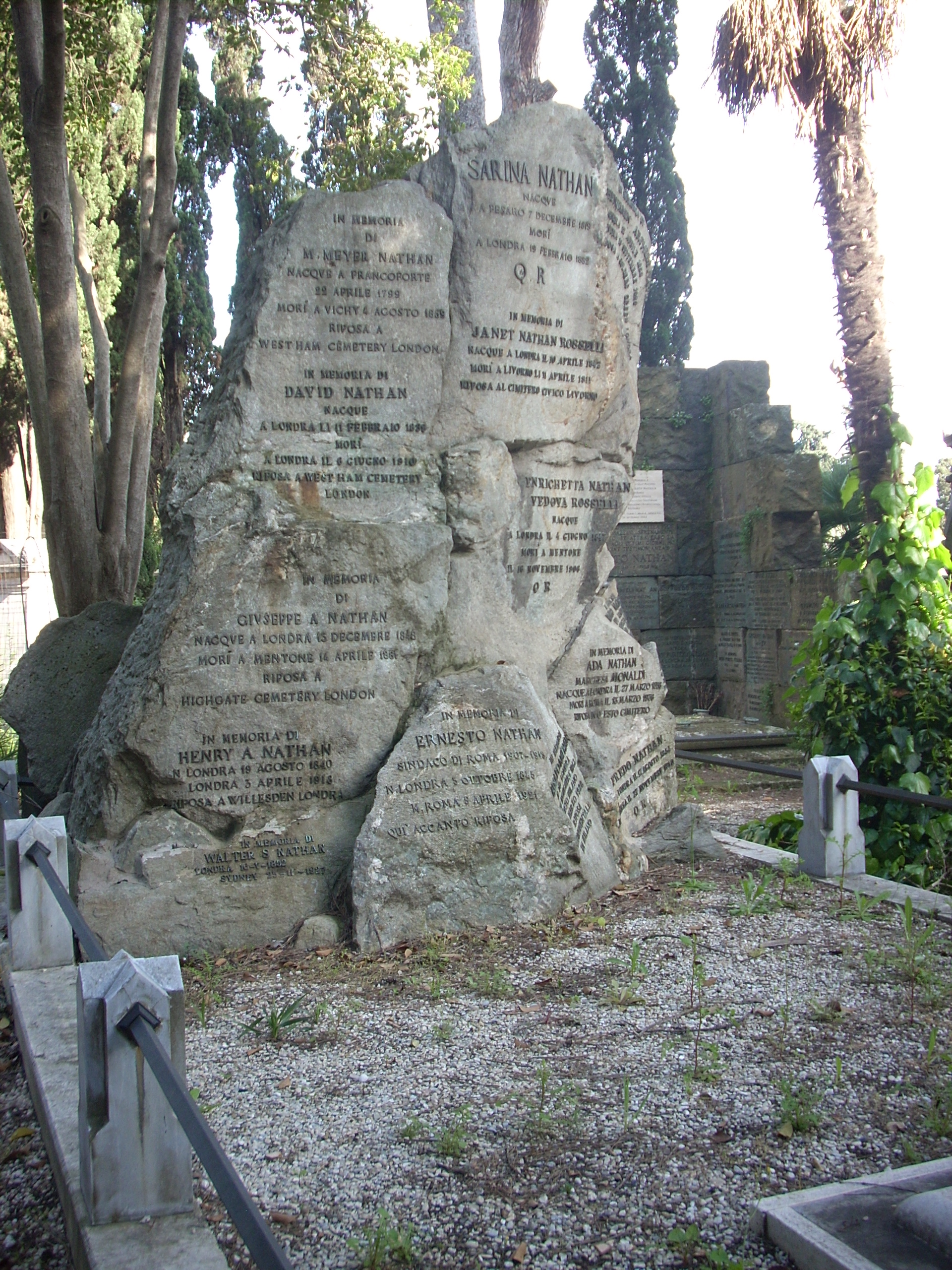
Могила Э. Натана
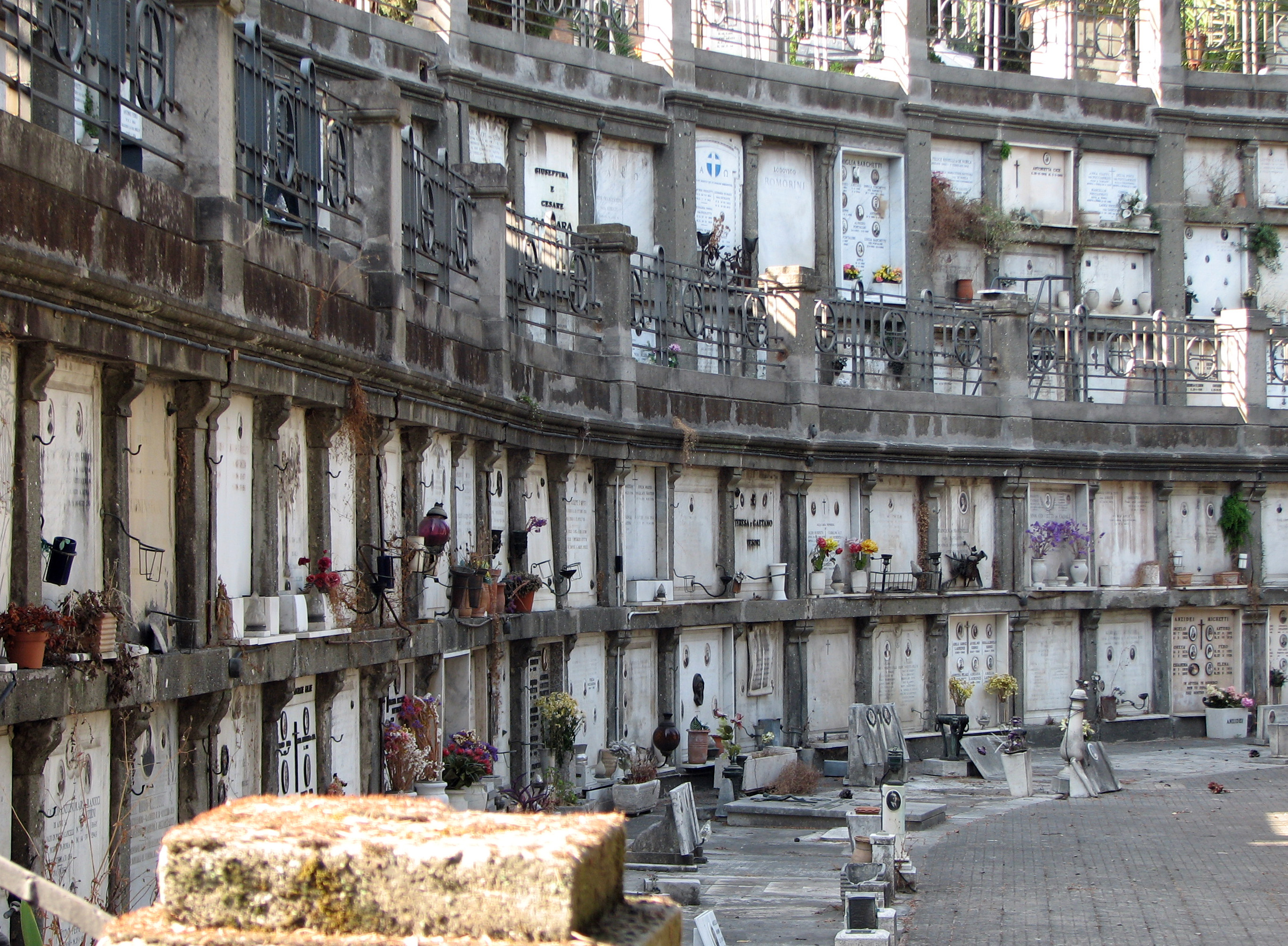
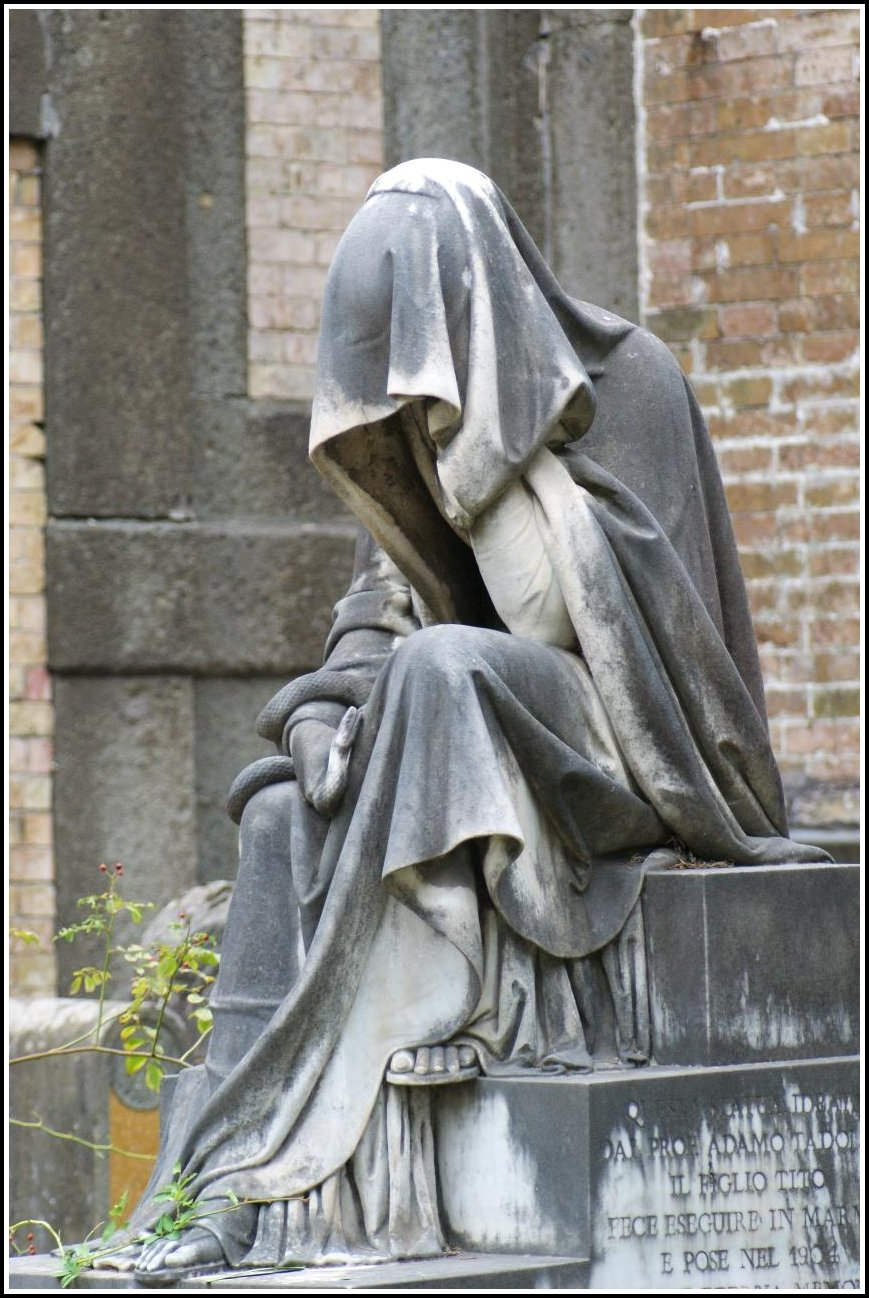
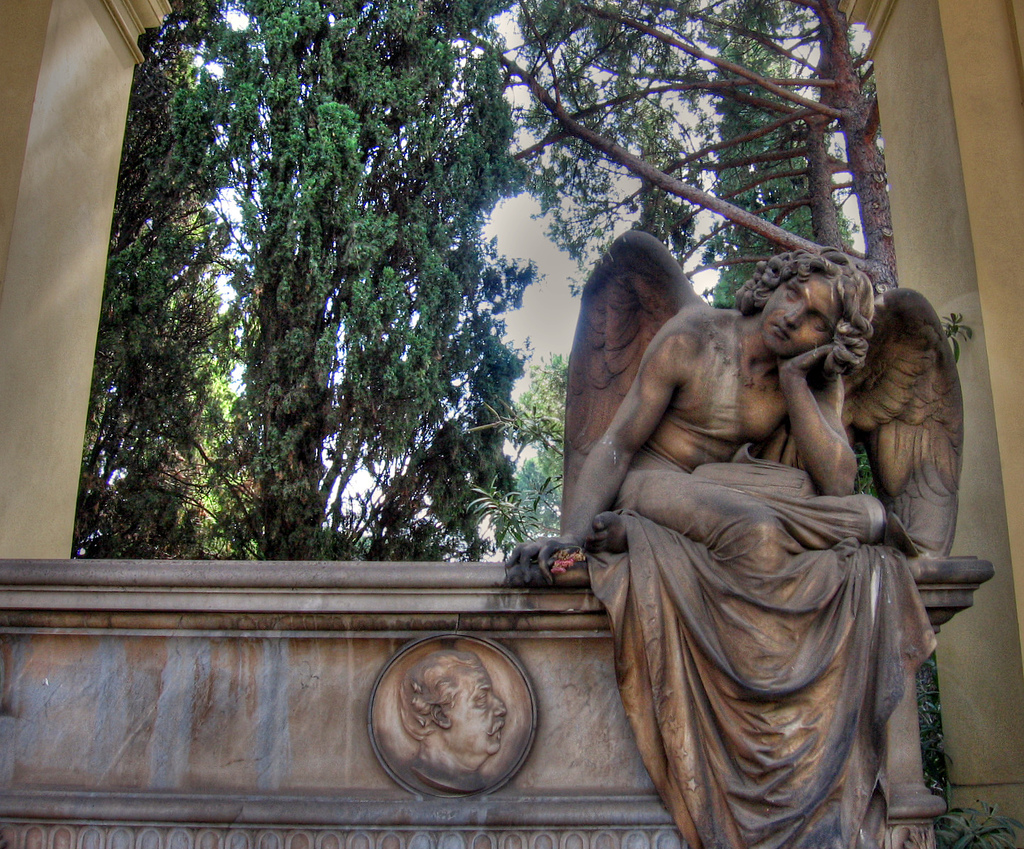